# Die börse

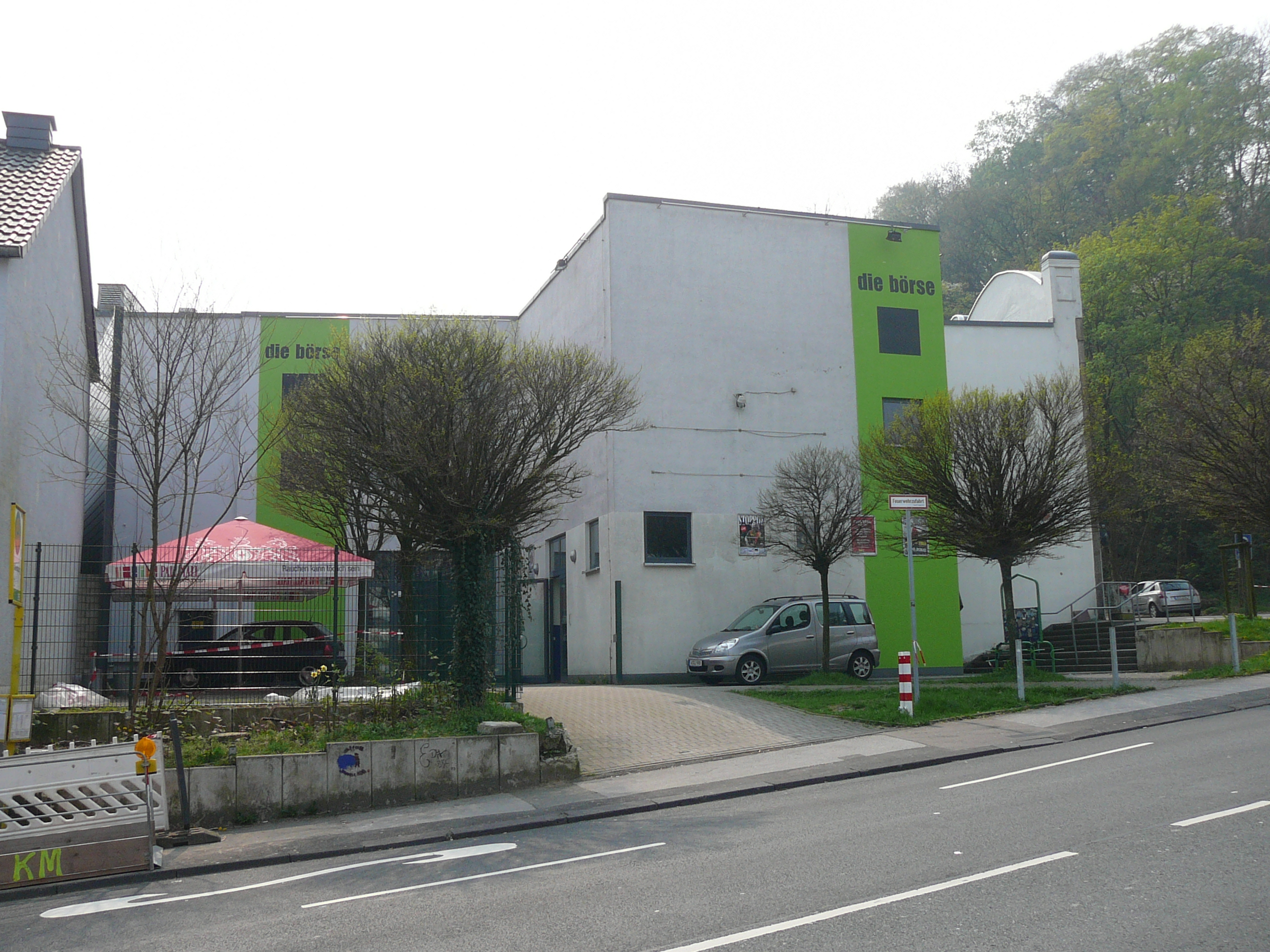
die börse an der Wolkenburg in Wuppertal

die börse ist ein überregional bekanntes Kommunikations- und Kulturzentrum in der nordrhein-westfälischen Großstadt Wuppertal. Sie öffnete 1974 und ist eines der ältesten und größten soziokulturellen Zentren Deutschlands.

## Geschichte
Als Vorläufer der börse gilt das Aktionszentrum impuls an der Viehhofstraße. Am 19. Mai 1973 gründete sich der links-alternative Verein Kommunikationszentrum Wuppertal e. V. „die börse“. Der Verein richtete in Eigenarbeit an der Viehhofstraße im Wuppertaler Stadtteil Elberfeld auf dem Gelände des ehemaligen Schlachthofs das Kommunikationszentrum die börse ein, es wurde am 8. November 1974 eröffnet. Zu dessen Gründungsteam gehörten neben Dieter Fränzel, Rainer Widmann, unter anderen die Mutter von Tom Tykwer, Anna Tykwer, der Musiker Peter Kowald, Trude Unruh, Lutz Cleffmann, Ingo Rasch, Erwin Rothgang sowie der Maler und Grafiker Heinz Velten.
In dem Gebäude, das bis 2021 die Eventlocation Villa Media beherbergte, fanden sowohl kulturelle als auch politische Veranstaltungen statt. Künstler und Musiker wie Gabi Delgado-López von DAF und der Bassist der Fehlfarben Michael Kemner, nutzten die Räume für Proben. Das Leitungsteam der börse, darunter Frederick Mann, als pädagogischem Leiter und Helmut Seiler, als Finanzverwalter des selbstverwalteten Kommunikationszentrums, holten 1978 Punk und Neue-Welle-Bands wie Mittagspause, Der Plan, S.Y.P.H. und DAF, 1979 ebenfalls die Band Fehlfarben zum ersten Mal in Wuppertal auf die Bühne. Bekannte Jazzmusiker, wie der amerikanische Blues-Sänger und -Pianist Champion Jack Dupree wurden von den Programmgestaltern Ernst Dieter Fränzel und Rainer Widmann geholt. Neben Auftritten bekannter Musiker und Gruppen lag ein Schwerpunkt der börse aber auch in der politischen Arbeit. So wurde eine Beratungsstelle für Kriegsdienstverweigerer und die feministische Veranstaltungsreihe Frauenschwoof eingerichtet, die von bis zu 1.200 Frauen pro Veranstaltung besucht wurde. Besondere Bekanntheit erlangte es aber durch den Wackeltreff, eine damals wöchentlich stattfindende Tanzveranstaltung für jüngere Leute.
Anfänglich traf das Kommunikationszentrum auf den Widerstand von konservativen Teilen des Stadtrats, etablierte sich aber rasch als Kulturzentrum, in dem Konzerte, Lesungen (unter anderem von Erich Fried und Allen Ginsberg) und künstlerische Darbietungen geboten wurden. Die politischen Veranstaltungen provozierten sowohl Überfälle von Skinheads mit rechtsextremer Gesinnung als auch polizeiliche Maßnahmen wie Razzien. 1977 kam es zu einem Brand, dessen Ursache nie geklärt wurde. In Folge des Brandschadens traf sich das Team zu Beratungen und Planungen für den Umzug in die Räumlichkeiten am Hofkamp zunächst in Privatwohnungen. Erst 1981 konnte das alte Gebäude an der Viehhofstraße wieder genutzt werden.
Anfang 1984 trafen sich in der börse auf Einladung des damaligen Börsenmitarbeiters Frank Gniffke und Rainer Widmann alle damals aktiven Veranstalter der freien Kulturszene inklusive Vertretern des städtischen Kultur- und Presseamtes und gründeten das Szene- und Veranstaltungsmagazin „iTALien“, das 2024 mit einem großen Fest den 40. Geburtstag in der börse feiern konnte.
Trotz anfänglich ambivalenten Ansehen etablierte sich die börse bald als überregional bekannte Wuppertaler Kulturstätte. 1996 verließ die börse aufgrund von Konflikten mit der Nachbarschaft trotz immer höherer Besucherrekorde ihr Domizil an der Viehhofstraße und zog in ein altes Fabrikgebäude an der Straße Wolkenburg um. Heute wird die börse mit ca. 60.000 Besuchern pro Jahr mit städtischen Mitteln von derzeit €183.650 (Stand 2014) pro Jahr gefördert. Der städtische Zuschuss für die Börse aus dem Sozialetat betrug im Jahr 2023 rund 333.434 Euro.
Zu dem Kulturprogramm gehören neben dem eigenen Diskothekenbetrieb Poetry-Slam-Lesungen, Tanz- und Theaterprojekte und Partys mehrerer Fachschaften der Bergischen Universität Wuppertal. Veranstaltungen namens Rudelsingen, die Konzertreihe neueshören und Festivals wie Von Abseits ergänzen das Programm.
2010 gaben unter anderem Sascha Gutzeit, J.B.O., Nazareth, The BossHoss, Barclay James Harvest und Jennifer Rostock dort Konzerte. Die Wuppertaler Bühnen nutzten nach der Schließung des Schauspielhauses die börse zeitweise als Spielstätte. Der Schauspieler Armin Rohde sammelte als Jugendlicher erste schauspielerische Erfahrungen in der börse.

## Denkmalschutz

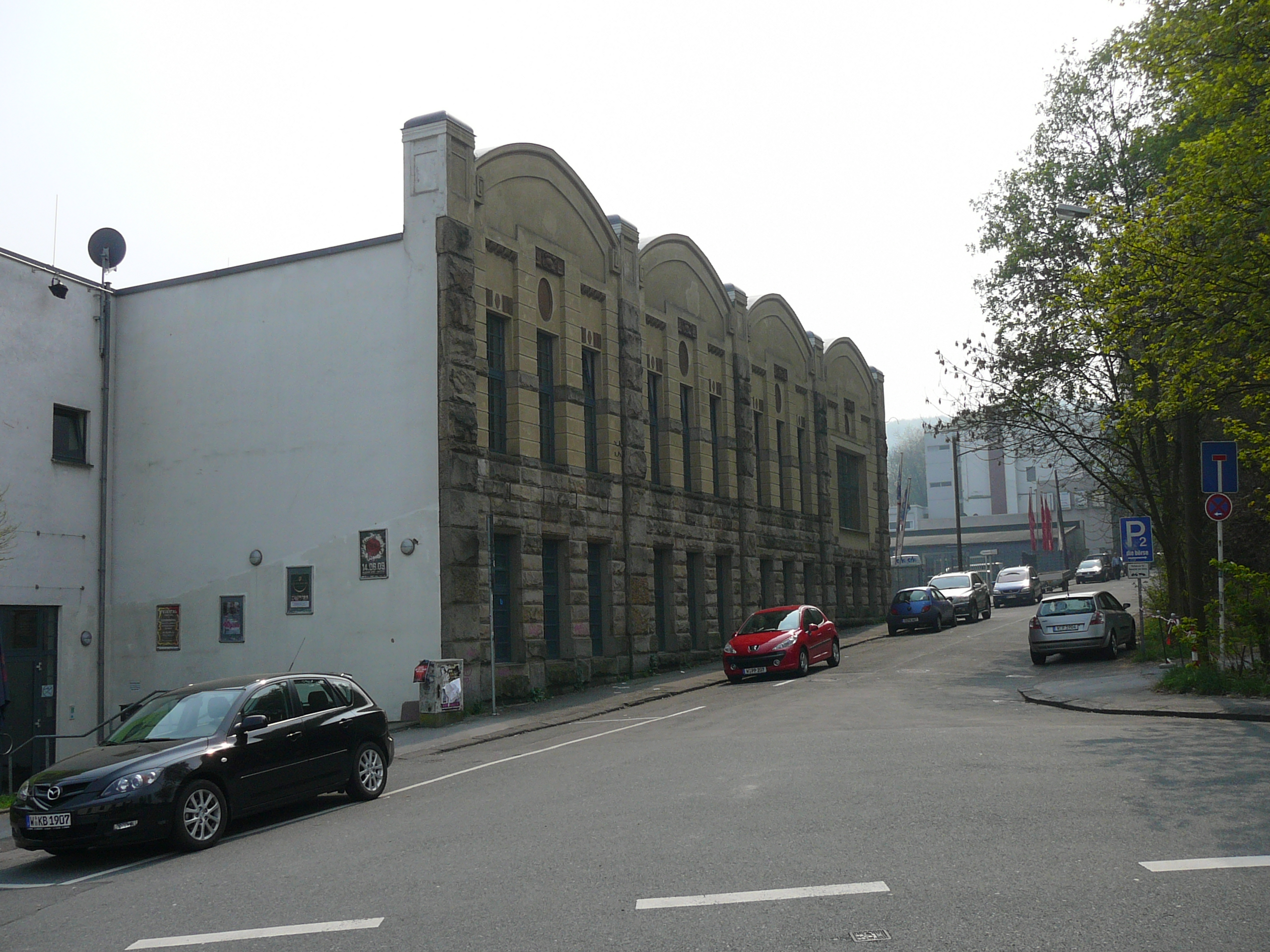
Das denkmalgeschützte Gebäude der börse

Sowohl das ehemalige Domizil an der Viehhofstraße, als auch das derzeitige an der Wolkenburg stehen als Baudenkmal unter Schutz. Das Gebäude Wolkenburg 100 wurde um 1910 als Fabrikhalle mit Sheddach errichtet. Es wurde in Massivbauweise errichtet und nach einer weitreichenden Zerstörung nach dem Zweiten Weltkrieg um 1950 wieder aufgebaut. Auch die aus Bossenquadern bestehende Fassade wurde wieder übernommen. Jedem Fassadenabschnitt wurden zwischen den Pfeilern gedrückte Spitzbögen aufgesetzt. Die Fenster im rechten Fassadenabschnitt wurden zu Gunsten der Produktion nachträglich durch eine breite Toröffnung ersetzt. Das Gebäude hat als eines von wenigen Wuppertaler Gebäuden aus der Art-déco-Epoche großen historischen Wert.